# 전방 시현기

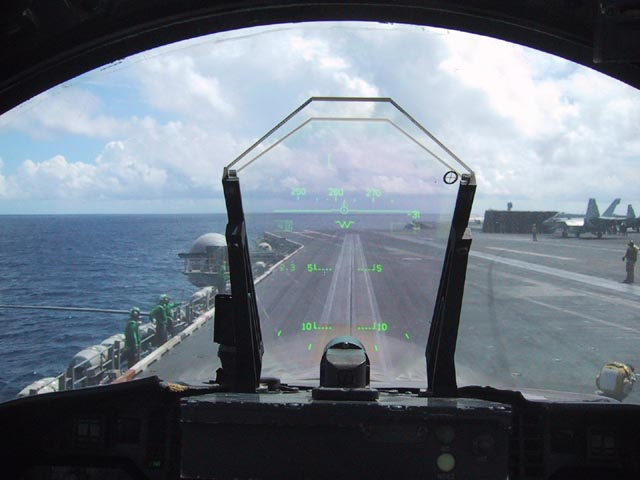
F/A-18C의 HUD

전방 상향 시현기(前方 上向 示現機, 영어: head-up display, heads-up-display, HUD) 또는 단순히 전방 시현기는 인간의 시야에 직접 정보를 비추는 수단이다. 조작자가 전방주시에 용이하도록 다양한 정보를 시야 전면에 배치하여, 시선을 옮기는 것을 최소화 시켜준다. 이 기술은 군용 항공기술로 개발되었지만 민간 분야에서도 다양하게 응용되고 있으며, 1960년대 항공기에 처음 적용되었고 2010년이후부터는 자동차로도 적용이 확대되고 있다. 2003년 독일 BMW에 이어 아우디, 일본 도요타가 HUD 적용 자동차를 선보였고 한국에서는 2012년 기아자동차가 K9에 처음으로 HUD를 도입했다. 차량용 HUD는 차량 현재 속도, 연료 잔량, 내비게이션 길안내 정보 등을 운전자 바로 앞 유리창 부분에 그래픽 이미지로 투영해주도록 고안되었다. 구현 방식으로는, 프로젝터용 레이저를 통해 허상지점에 이미지를 구현하는 방식과 하단에 이미지 패널을 배치하여 광원반사를 통해 구현하는 방식이 대표적이며, 최근에는 Display 기술발달로, 투명 디스플레이에 직접 이미지를 표시하는 방식이 상용화 준비중이다.

## 홀로그래픽 HUD
현대모비스가 CES 2025에서 홀로그래픽 윈드쉴드 투명 디스플레이 기술을 공개했다. 홀로그래픽 윈드쉴드 투명 디스플레이는 차량 전면 유리창 어디에나 이미지나 동영상을 구현할 수 있는 기술이다. HOE(Holographic Optical Element)라는 광학 소자를 활용한 특수 필름을 사용해 프로젝터에서 투사된 이미지나 영상을 차량 운전석 및 조수석 탑승자의 눈 위치로 전달해주며, 운전석에서는 조수석 탑승자의 화면이 보이지 않는 프라이버시 디스플레이도 구현이 가능하다. 이 기술은 내년 상반기 선행 개발을 완료하고 양산 개발을 거쳐 이르면 2027년부터 제품을 선보일 예정이다.

## 같이 보기
- 헬멧 마운티드 디스플레이(HMD)
- 글래스 칵핏